# Cuídate del agua mansa
Cuídate del agua mansa es una película chilena dirigida por Cristián Sánchez Garfias, grabada en Santiago de Chile y estrenada en dicho país el 27 de septiembre de 1995.

## Sinopsis
Un geólogo que aparenta superficialidad rechaza a una antojadiza estudiante de historia, comprometiéndose con una vecina nudista.

## Reparto
Los intérpretes de la película son los siguientes:
- Eugenio Fernández
- Francisca Cuesta
- Macarena Darrigrandi
- Rodrigo Casanova
- Cristián Queirolo
- Alessandra Guersoni
- Rodrigo Bustos
- Tahía Gómez
- Daniel Pérez
- Juan Carlos Ramírez
- Florencia Velasco
- Catalina Cabrera
- Marcelo Almarza
- Cristina Sánchez
- Tomás Dittborn
- Patricia González
- Humberto Miranda
- Jaime Vergara
- Gonzalo del Río
- José Pedro Vásquez
- Hans Reinberg